# Vincenzo Chiminello
Vincenzo Chiminello (Marostica, 30 giugno 1741 – Padova, 16 febbraio 1815) è stato un astronomo italiano.

## Biografia
Nipote di Giuseppe Toaldo, fu insegnante all'Università di Padova di meteorologia e astronomia e direttore dal 1806 al 1815 dell'Osservatorio padovano. Fu tra i primi a registrare le osservazioni meteorologiche, riconoscendo l'esistenza di due minimi e due massimi barometrici durante il giorno.
Il 9 dicembre 1787 divenne socio dell'Accademia delle scienze di Torino.